# Fonokardiografia
Fonokardiografia - diagnostyczna metoda badania serca, polegająca na graficznym zapisie dźwiękowej pracy tego narządu. Zapisu tego dokonuje się łącznie z zapisem EKG. Fonokardiografy pozwalają na bardzo dokładną charakterystykę szmerów sercowych i dźwięków nadliczbowych, tzw. cwałów. Informacje te są jednak mało praktyczne i dlatego fonokardiografia jest najrzadziej stosowaną obecnie metodą diagnostyki kardiologicznej. Tylko niektóre wady wrodzone lub nabyte dają charakterystyczny fonokardiogram.